# Brachycephalus brunneus
Brachycephalus brunneus е вид жаба от семейство Brachycephalidae.

## Разпространение
Видът е разпространен в Бразилия.